# ردانع العليا (ذي السفال)

تعديل مصدري - تعديل

ردانع العليا محلة تابعة لقرية ردانع، التابعة لعزلة شوائط بمديرية ذي السفال إحدى مديريات محافظة إب في الجمهورية اليمنية، بلغ تعداد سكانها 132 حسب تعداد اليمن لعام 2004.